# (470083) 2006 SG369
(470083) 2006 SG369, também escrito como (470083) 2006 SG369, é um objeto transnetuniano que está localizado no cinturão de Kuiper, uma região do Sistema Solar. Ele é classificado como um twotino, pois, o mesmo está em uma ressonância orbital de 1:2 com o planeta Netuno. O mesmo possui uma magnitude absoluta de 7,9 e tem um diâmetro com cerca de 116 km.

## Descoberta
(470083) 2006 SG369 foi descoberto no dia 16 de setembro de 2006 pelos astrônomos A. C. Becker, A. W. Puckett, e J. Kubica.

## Órbita
A órbita de (470083) 2006 SG369 tem uma excentricidade de 0,369 e possui um semieixo maior de 47,763 UA. O seu periélio leva o mesmo a uma distância de 30,160 UA em relação ao Sol e seu afélio a 65,367 UA.